# Militair museum in Peking
Het Militair museum in Peking (Engels: Military Museum of the Chinese People's Revolution of China People's Revolution Military Museum) ligt in het district Haidian in Peking. Het museum geeft een historisch overzicht van de militaire geschiedenis van China en toont ook recent materieel van het Volksbevrijdingsleger. Het museum is gevestigd in een van de 10 gebouwen die in 1959 in Peking zijn gebouwd ter viering van het 10-jarig bestaan van de Volksrepubliek China.
Het besluit om het museum te bouwen viel op 21 september 1958. In oktober 1958 begonnen de werkzaamheden en in juli 1959 was het gereed. In augustus 1960 werd de collectie voor het publiek toegankelijk. Het gebouw heeft een Stalinistische architectuur die tijdens de regeerperiode van Stalin zeer populair was.
De collectie staat opgesteld in 10 grote hallen verdeeld over vier verdiepingen. In de tien hallen staat informatie gegroepeerd rond een bepaalde gebeurtenis zoals de strijd van de communisten tegen de nationalisten, oorlogen van voor 1911 in het keizerrijk China en de Chinese bijdrage aan de Koreaoorlog.
De collectie bestaat uit historisch en modern materieel van buitenlandse en binnenlandse afkomst. Het materieel bestaat uit een lopende voorwerpen zoals zwaarden, geweren, voertuigen, tanks, vliegtuigen, raketten en schepen. Het buitenlandse materieel bestaat uit wapens geleverd door de Sovjet-Unie geleverd in de jaren vijftig en zestig van de 20e eeuw, Amerikaanse wapens geleverd aan de Kwomintang voor 1949 en materieel achtergelaten of veroverd op de Japanners tijdens de Tweede Chinees-Japanse Oorlog en Amerikaans materieel uit de Koreaoorlog.
Het museum is open voor publiek.

## Galerij

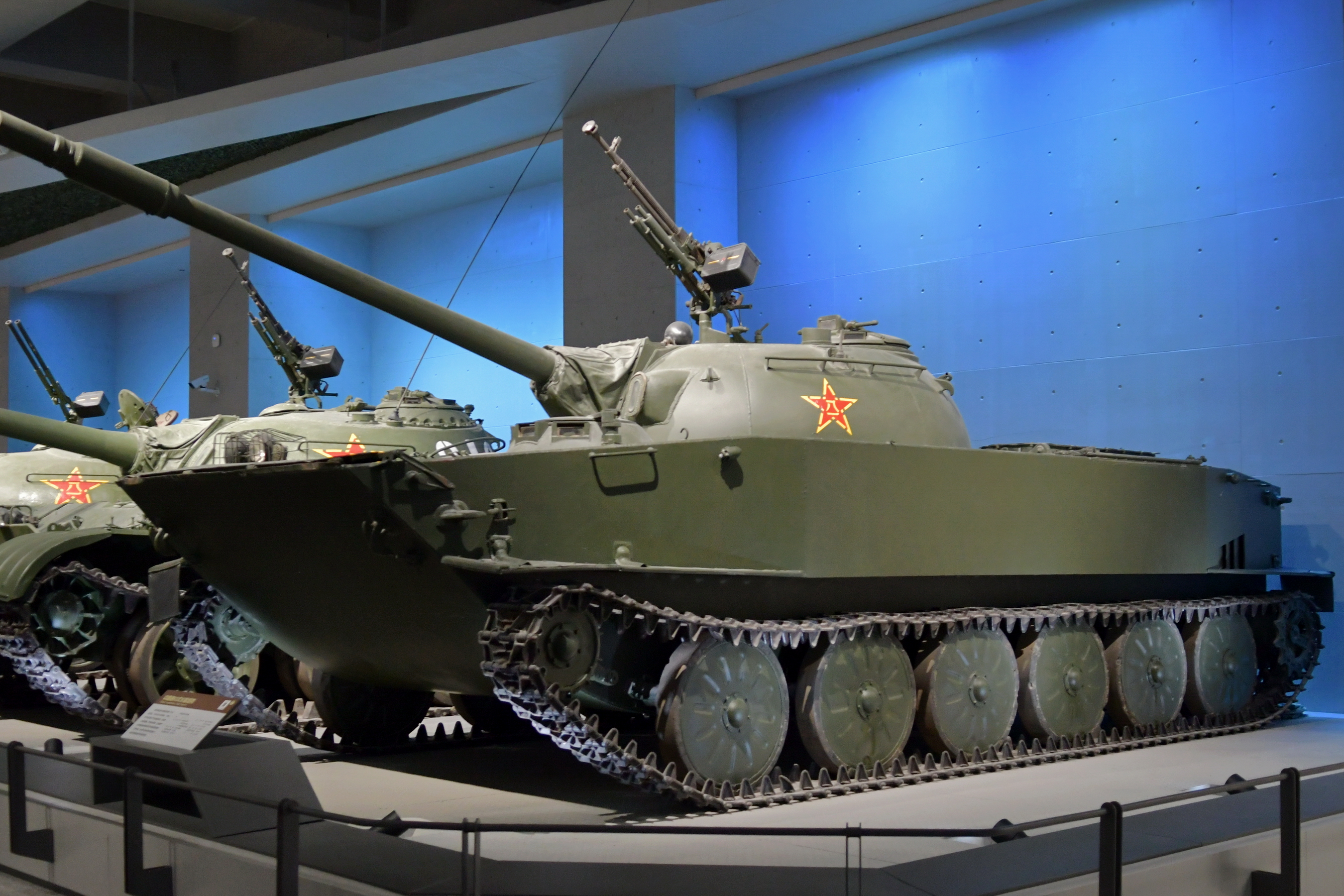
Type 63, een lichte amfibische tank van Chinese makelij
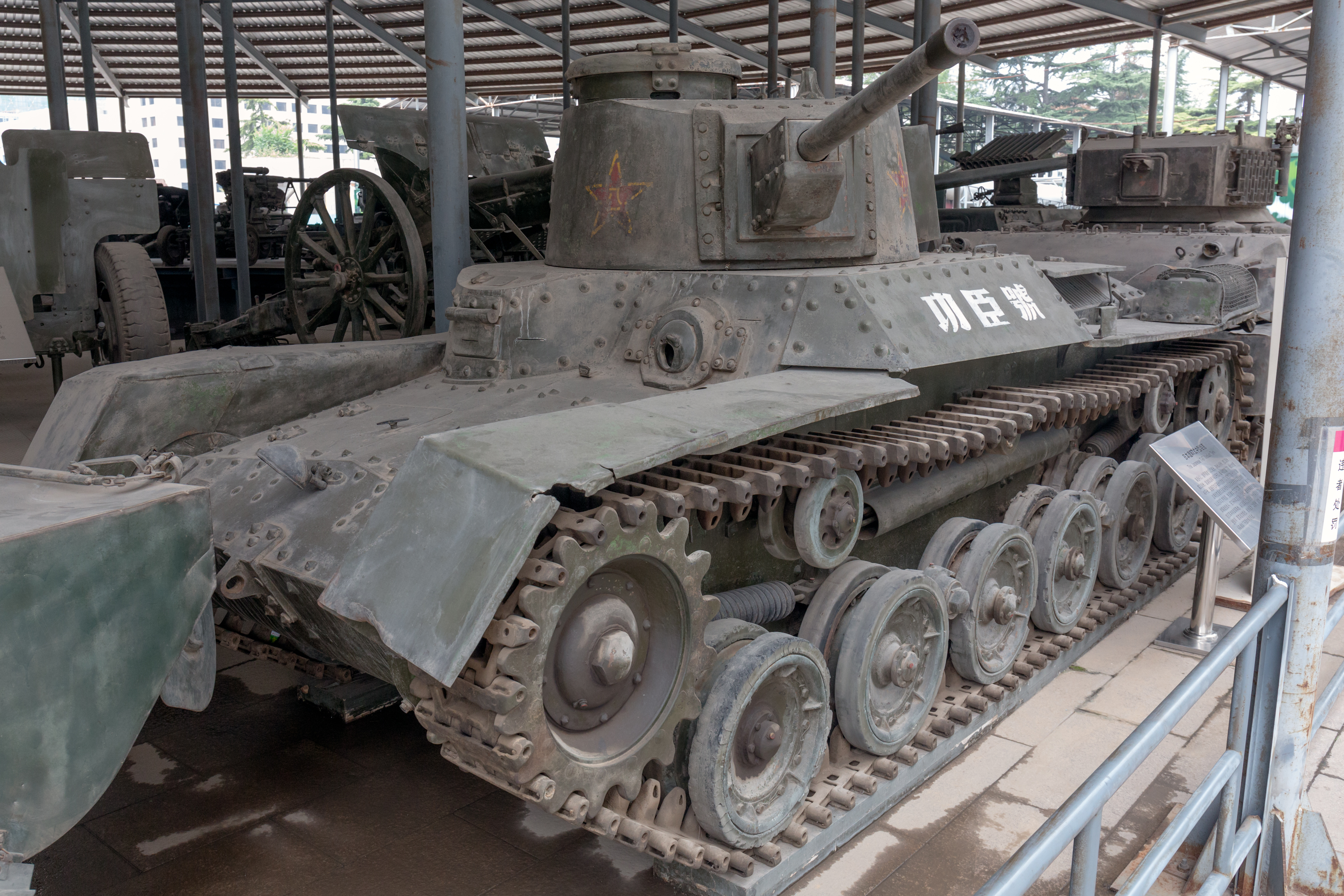
Veroverde Japanse tank uit de Tweede Wereldoorlog
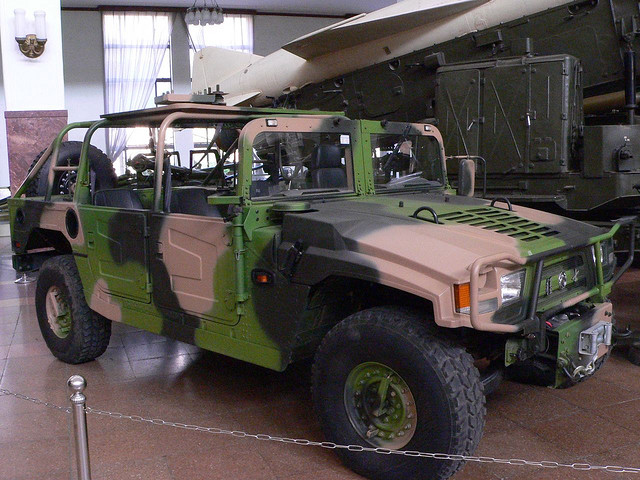
Dongfeng jeep
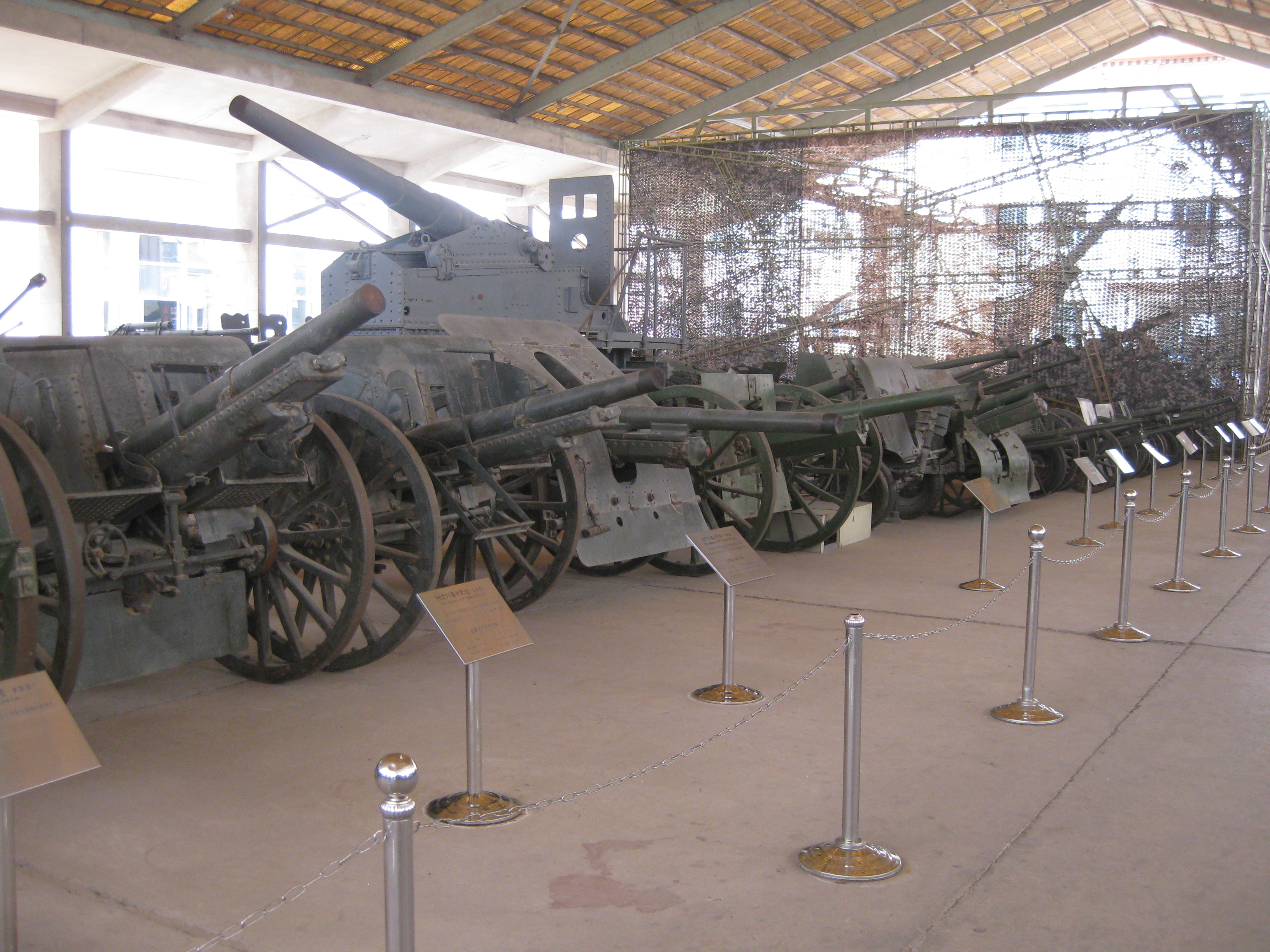
Verzameling artillerie
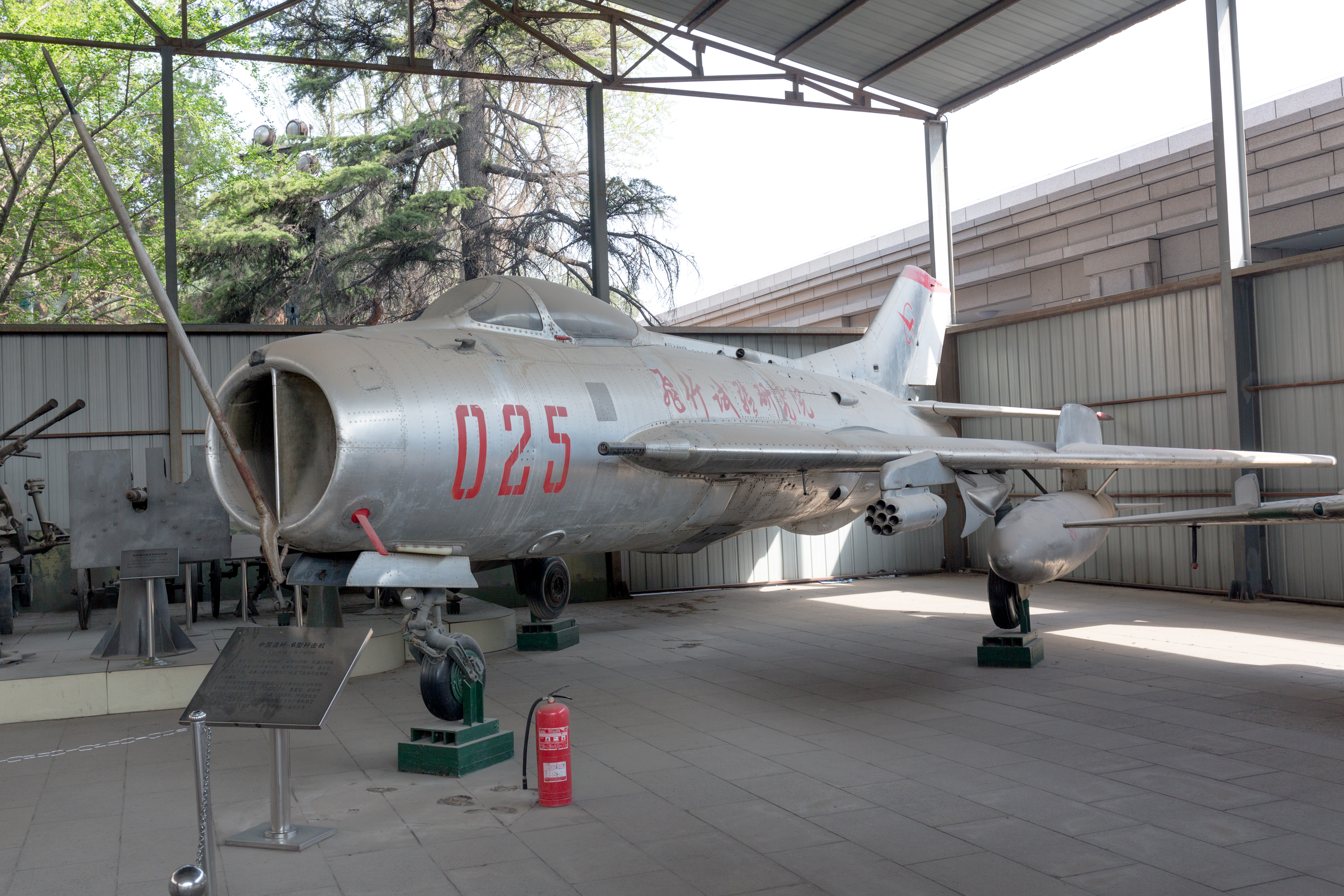
Shenyang J-6 gevechtsvliegtuig
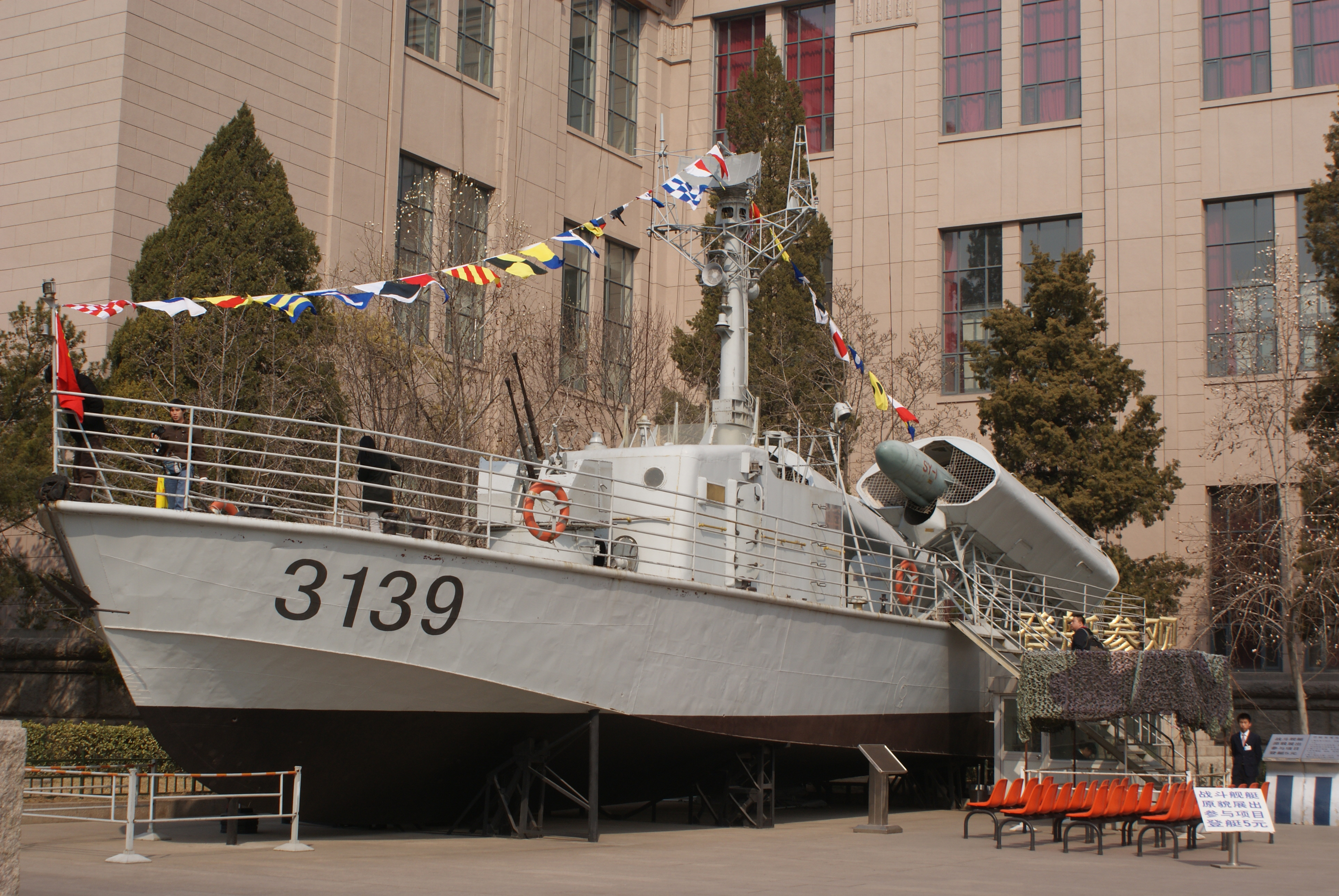
Motortorpedoboot
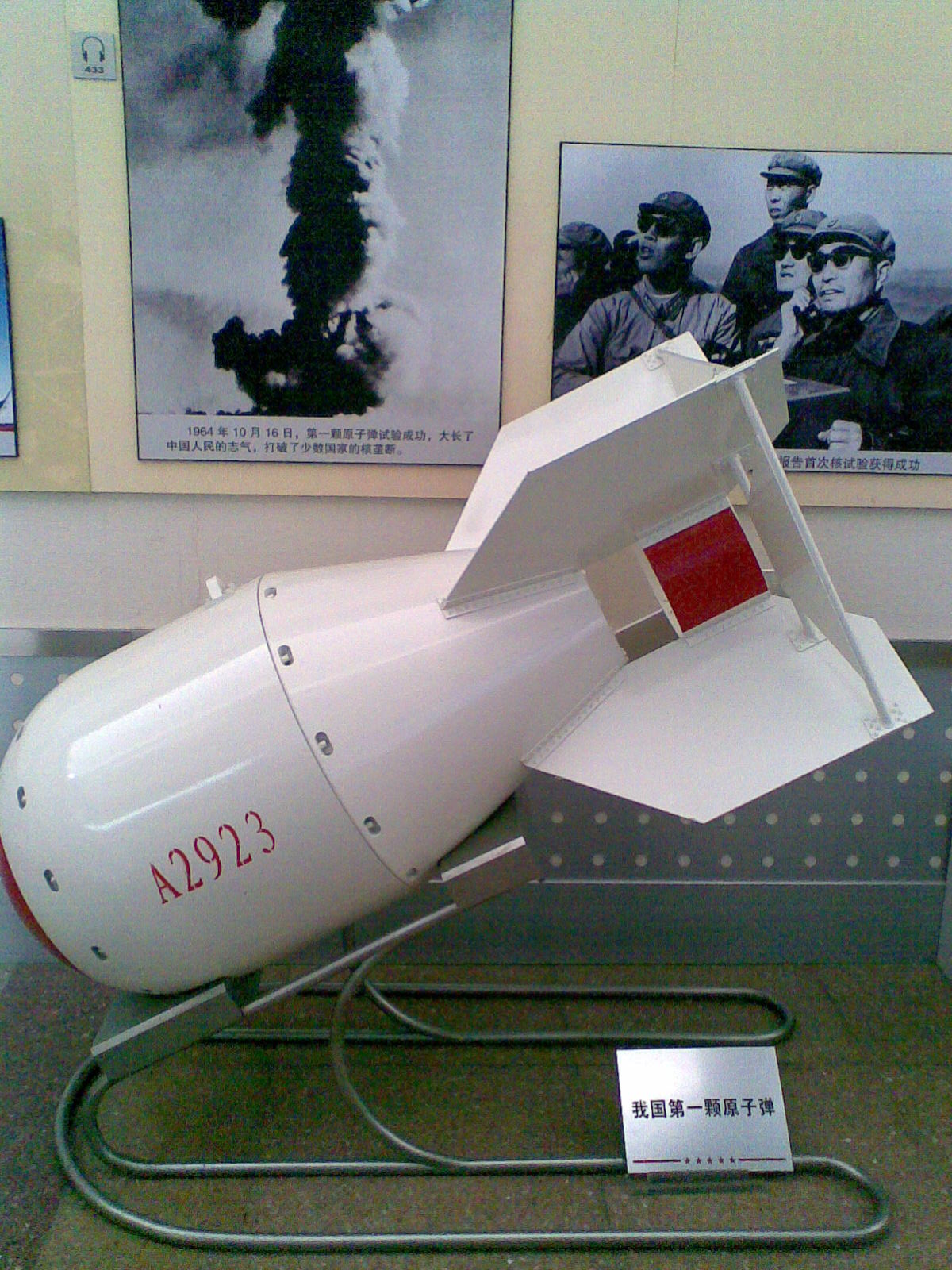
Chinese atoombom
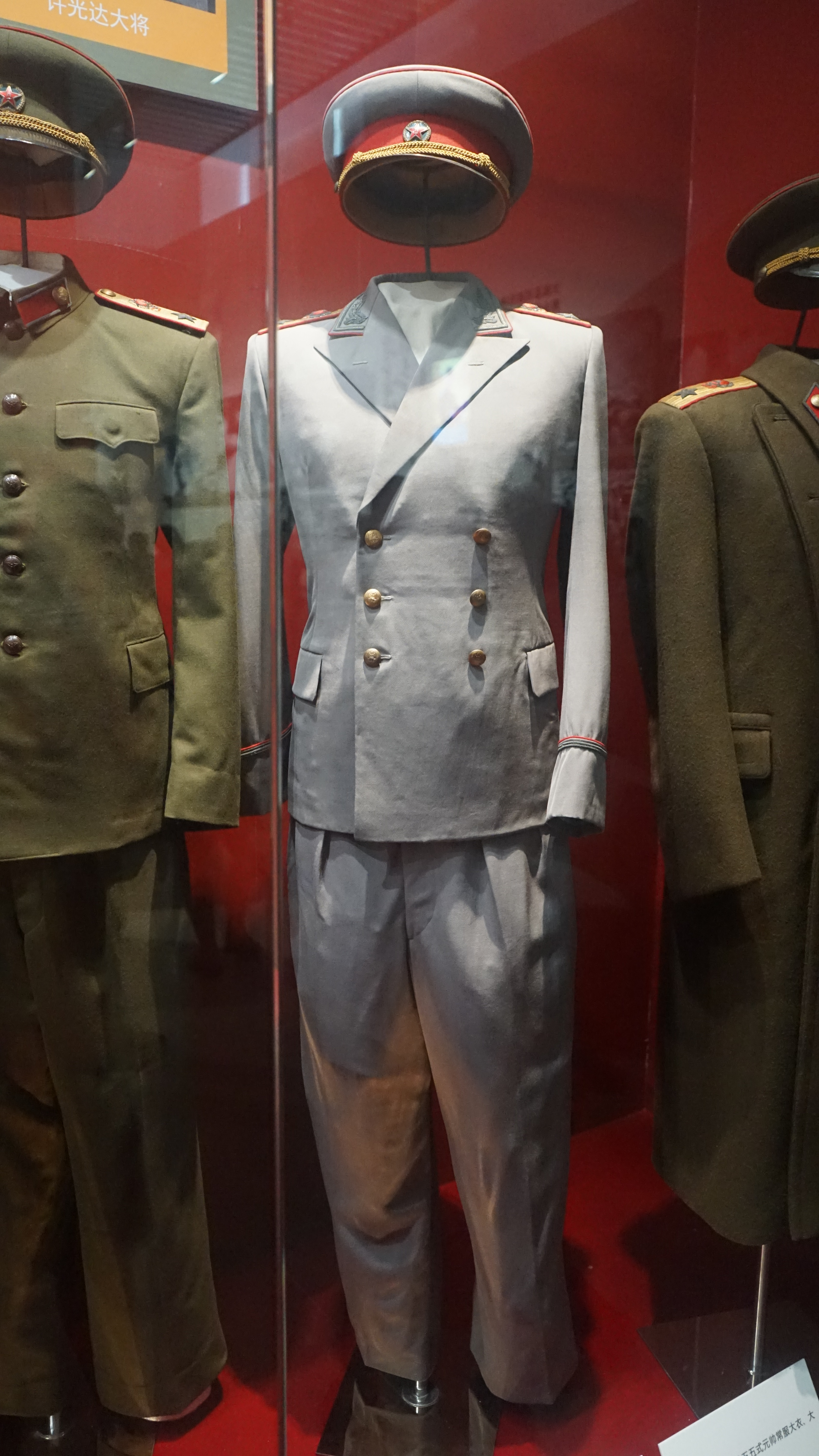
Uniform